# Reinhard Bredow (Rennrodler)

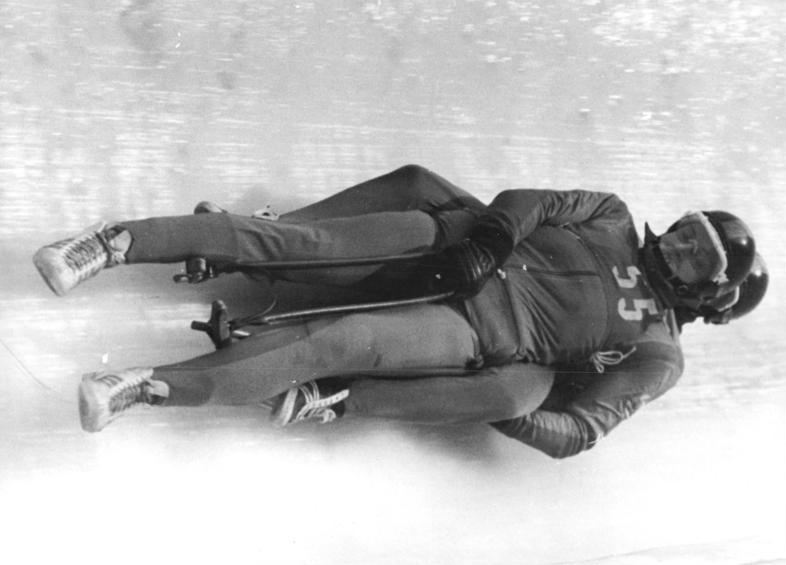
Hörnlein (vorn) und Bredow bei den DDR-Meisterschaften 1971 in Oberhof

Reinhard Bredow (* 6. April 1947 in Ilsenburg) ist ein ehemaliger deutscher Rennrodler, der für die DDR startete.
Zum Rennrodeln kann er durch seinen Onkel Werner Elsner, einem erfolgreichen Rodler Ende der 1950er Jahre. Bredow fuhr zusammen mit Horst Hörnlein Doppelsitzer und wurde mit ihm 1969 Vizeweltmeister und 1970 Europameister. Zu den Höhepunkten gehörten dann die Goldmedaille bei den Olympischen Winterspielen 1972 in Sapporo sowie der Sieg bei den Weltmeisterschaften 1973.
1972 wurde er für seinen Olympiasieg mit dem Vaterländischen Verdienstorden in Silber ausgezeichnet.